# 慕阿蓋蓋
慕阿蓋蓋，是台灣魯凱族吉露部落（Kinulane，位於今屏東縣霧台鄉）神話中的人物，為部落頭目家族卡拉巴揚（Kadravadhan）家的祖先，也是整個部落貴族的始祖。

## 傳說

### 出生
幕阿蓋蓋並不是部落中第一個出生的人，早在她出生之前，部落中最早的一對男女便出生於今吉露部落下方泉水處附近的一顆大茄苳樹下巨石的縫隙中，那對男女結為夫妻後繁衍許多後代並形成一個部落，但因為他們沒有帶領部落的能力，因此他們向天神祈求一位可以帶領部落的貴族，天神便藉由太陽光把一顆巨蛋部落的一個古陶壺中，並且從其中生出了幕阿蓋蓋，然而，始祖這樣的做法也引起了部分族人的不滿，因此有一部分的人從部落中遷出並在茂林區輾轉遷徙後消失，疑似和排灣族的Paridradhane部落合併了。
另外，從岩石縫隙中生出來的始祖所建立的家族便是蘇給拿力米家（Sukinadrimi），是吉露部落中知名的平民家族。

### 結婚
傳說慕阿蓋蓋剛出生便長得相當漂亮，蘇給拿力米家還拿銅盆幫她洗澡，而在她長大後，一位天神古勒勒勒（Kulelele）放棄了自己作為天神的身分降臨人間來跟慕阿蓋蓋結婚，兩人創建了卡拉巴揚家，成為了貴族的祖先。

### 其他版本
關於慕阿蓋蓋和吉露部落本身的起源神話其實有很多細節上不同的版本，例如有說法認為古勒勒勒是跟慕阿蓋蓋同樣出生於被陽光放在陶壺裡的蛋（這個版本中有兩顆）；或是當初在岩石縫隙中誕生的始祖就是慕阿蓋蓋和她的丈夫古勒勒勒；也有從岩石中只有古勒勒勒出生，而慕阿蓋蓋是來自好茶部落的頭目女兒的說法、以及始祖並不是出生於石頭而是出生於茄苳樹的樹枝分岔處等說法。